# 10054 Solomin
10054 Solomin è un asteroide della fascia principale. Scoperto nel 1987, presenta un'orbita caratterizzata da un semiasse maggiore pari a 2,2579337 au e da un'eccentricità di 0,2048968, inclinata di 5,40182° rispetto all'eclittica.
L'asteroide è dedicato all'attore russo Jurij Mefod'evič Solomin.